# De Morgans love
De Morgans love er et sæt logiske "regneregler", som knytter logiske operatorer sammen i par ved at kunne "danne" den ene operator ud fra den anden samt nogle negeringer. Princippet blev første gang blev omtalt af den indisk-fødte britiske matematiker og logiker Augustus De Morgan, og lå til grund for den boolske algebra som George Boole siden udviklede.

## De Morgans love i sætningslogik
De Morgan "opdagede" oprindelig sine love i sætningslogik, men formuleret i symbollogikkens sprog omkring begreberne "og" og "eller" ser de således ud:
- Ikke (P eller Q) = (ikke P) og (ikke Q)
- Ikke (P og Q) = (ikke P) eller (ikke Q)

Her repræsenterer P og Q to udsagn, for eksempel at P svarer til udsagnet "Det regner", og Q til udsagnet "Det blæser". Hvis man ser på den øverste af de to ovenstående regler, vil udtrykket Ikke (P eller Q) svare til at sige "Det hverken regner eller blæser", hvilket giver samme mening som udtrykket (ikke P) og (ikke Q), som svarer til "Det regner ikke, og det blæser ikke".

Tilsvarende i den anden regel, hvor Ikke (P og Q) betyder "Det er ikke både regnvejr og blæsevejr", og giver samme mening som (ikke P) eller (ikke Q), der betyder "enten regner det ikke, eller også blæser det ikke".

## De Morgans love i digital elektronik
De Morgans love finder blandt andet anvendelse indenfor den digitale elektronik:
- I "planlægningsfasen" kan lovene bruges til at reducere logiske regneudtryk, og dermed den mængde komponenter der kræves i et kredsløb der "udfører" den pågældende funktion.
- De gates og invertere der udfører grundlæggende operationer som "og", "eller" og "ikke", leveres typisk i form af integrerede kredsløb med mellem én og seks ens gates i hver, så i nogle tilfælde ender man med at have enkelte ubenyttede gates med i kredsløbet: Her kan man i "heldige" tilfælde bruge De Morgans love til at få nogle af disse ledige komponenter til at erstatte f.eks. en special gate-type der måske kun bruges ét eksemplar af i kredsløbet, og derved spare en integreret kreds væk.